# 中丸忠雄
中丸 忠雄（、1933年〈昭和8年〉3月31日 - 2009年〈平成21年〉4月23日）は、日本の俳優。

## 来歴・人物
1955年、東宝ニューフェイスに合格して入社。
同年、『ゴジラの逆襲』などに端役で出演し、1957年の『別れの茶摘歌姉妹篇 お姉さんと呼んだ人』（本多猪四郎監督）で本格デビュー。
1959年、岡本喜八監督の『独立愚連隊』で注目を浴び、以降岡本作品には多くキャスティングされた。
渋く響く低音の声と精悍な容貌を活かし、敵役・軍人役で持ち味を発揮。書籍『ゴジラ大百科 [メカゴジラ編]』では、「個性派の二枚目として重用された」と評している。
1968年、『37階の男』にて主演。同年に東宝を退社し、その後はテレビドラマと舞台に主軸を置く。『キイハンター』などの人気作品にも出演を果たし、時代劇では家老役、刑事ドラマでは高圧的ながらも人間味のある上官役を多く演じた。
2006年放映のテレビ東京系『ザ・決断!あの一瞬』に出演以降、芸能活動から遠ざかる。
2009年4月23日、胸部動脈瘤破裂のため順天堂大学医学部附属順天堂医院で死去。76歳没。
7月25日、有楽町の日本外国特派員協会で「お別れの会」が営まれた。

## 出演

### 映画
- ゴジラシリーズ（東宝）

『私は貝になりたい』映画版（1959年）のスタッフ、キャスト。前列一番右が中丸。

  - ゴジラの逆襲（1955年） - 護送中の警官[10][5]、囚人[要出典]
  - メカゴジラの逆襲（1975年） - 田川[11][2]
- 33号車應答なし（1955年、東宝） - 街頭テレビを見る男
- 宮本武蔵 完結篇 決闘巌流島（1956年、東宝） - 行列の奴
- へそくり社長（1956年、東宝） - 慰労会の社員
- 乱菊物語（1956年、東宝） - 見物客／沖中士の衆
- 黒帯三国志（1956年、東宝） - メリケン（拳闘クラブ）の練習生
- 暗黒街（1956年、東宝） - 古谷組の構成員
- 愛情の決算（1956年、東宝） - 事務所で電話をする男
- 吸血蛾（1956年、東宝） - 新聞社社員／喫茶店の客
- 蜘蛛巣城（1957年、東宝） - 小姓
- 目白三平物語 うちの女房（1957年、東宝） - ダンス講習会の客
- サラリーマン出世太閤記（東宝）
  - サラリーマン出世太閤記（1957年） - 朝日自動車社員
  - サラリーマン出世太閤記 課長一番槍（1959年） - 警視庁警部
- 危険な英雄（1957年、東宝） - 東都日報社員
- 別れの茶摘歌姉妹篇 お姉さんと呼んだ人（1957年、東宝） - 山崎
- 地球防衛軍（1957年、東宝） - 山本二尉[11][5][2]
- 結婚のすべて（1958年、東宝） - 劇団の若手俳優
- 俺にまかせろ（1958年、東宝） - 玉井五郎
- 変身人間シリーズ（東宝）
  - 美女と液体人間（1958年） - 関刑事[1]
  - 電送人間（1960年） - 須藤兵長／中本伍郎（電送人間）[1][5]
- 奴が殺人者だ（1958年、東宝） - 鈴木刑事
- 女探偵物語 女性SOS（1958年、東宝） - 石黒
- 青春白書 大人にはわからない（1958年、東宝） - 見合い相手の親族
- 隠し砦の三悪人（1958年、東宝） - 秋月方番卒
- 暗黒街の顔役（1959年、東宝） - 下松刑事
- 手錠をかけろ（1959年、東宝） - 刑事課長
- 私は貝になりたい（1959年、東宝） - 大西三郎
- 或る剣豪の生涯（1959年、東宝） - 十本槍の一人
- 戦国群盗伝（1959年、東宝）
- 青春を賭けろ（1959年、東宝） - 牧（プロデューサー）
- 愚連隊シリーズ（東宝）
  - 独立愚連隊（1959年） - 藤岡中尉
  - 独立愚連隊西へ（1960年） - 金山
  - どぶ鼠作戦（1962年） - 無双（中国人馬賊）
  - やま猫作戦（1962年） - 太田原忠雄（大隊長）
- 夜を探がせ（1959年、東宝） - 安川刑事
- 悪魔の接吻（1959年、東宝） - 杉本（証券会社社員）
- 槍一筋日本晴れ（1959年、東宝） - 富森助右衛門
- 顔役と爆弾娘（1959年、東宝） - 五十嵐
- 暗黒街の対決（1960年、東宝） - 柴田（支配人）
- 非情都市（1960年、東宝） - 大田原行雄
- 黒い画集 あるサラリーマンの証言（1960年、東宝） - 戸山正太郎
- ハワイ・ミッドウェイ大海空戦 太平洋の嵐（1960年、東宝） - 沢渡大尉[11]
- サラリーガール読本 お転婆社員（1960年、東宝） - 百合の恋人
- 夜の流れ（1960年、東宝） - 高見沢誠（社長秘書）
- 大学の山賊たち（1960年、東宝） - ケン（ギャング）
- 男対男（1960年、東宝） - 町田（ギャング）
- 大坂城物語（1961年、東宝） - 氏家兵庫（武士）
- 暗黒街の弾痕（1961年、東宝） - 志満明
- 情無用の罠（1961年、東宝） - 土方
- 若い狼（1961年、東宝） - 大木広
- 青い夜霧の挑戦状（1961年、東宝） - 津村
- 顔役暁に死す（1961年、東宝） - 西条
- 断崖の決闘（1961年、東宝） - 浅倉
- 紅の海（1961年、東宝） - 金山（船員）
- 野盗風の中を走る（1961年、東宝） - 水車の兵六
- 暗黒街撃滅命令（1961年、東宝） - 白井
- 紅の空（1962年、東宝） - 鴨田（専務）
- 吼えろ脱獄囚（1962年、東宝） - ジョー（脱獄囚）
- 若大将シリーズ（東宝）
  - 日本一の若大将（1962年） - 滝沢（大学OB）
  - ハワイの若大将（1963年） - 平岩（大学OB）
- 忠臣蔵 花の巻・雪の巻（1962年、東宝） - 小林平八郎
- 暗黒街の牙（1962年、東宝） - 犬塚
- 月給泥棒（1962年、東宝） - 富永部長
- 太平洋の翼（1963年、東宝） - 特攻隊の士官A[12]
- 戦国野郎（1963年、東宝） - 雀三郎佐（武田方忍者）
- 写真記者物語 瞬間に命を賭けろ（1963年、東宝） - 田辺
- 林檎の花咲く町（1963年、東宝） - 五代儀浩一（高校講師）
- 大盗賊（1963年、東宝） - 宰相
- 江分利満氏の優雅な生活（1963年、東宝） - 佐久間正一（編集長）
- 国際秘密警察シリーズ（東宝）
  - 虎の牙（1964年） - クリマ（大臣）
  - 火薬の樽（1964年） - 郷田桜男
  - 鍵の鍵（1965年） - ゲゲン（ゲリラの首領）
- 今日もわれ大空にあり（1964年、東宝） - 古川三尉（整備班長）
- 蟻地獄作戦（1964年、東宝） - 佐野鉄山（軍属）
- がらくた（1964年、東宝） - 猪谷兵馬（細川家武将）
- 侍（1965年、東宝） - 稲田重蔵（水戸藩士）
- 陽のあたる椅子（1965年、東宝） - 中原潤一（デザイン画講師）
- 太平洋奇跡の作戦 キスカ（1965年、東宝） - 国友大佐（作戦参謀）[1]
- 狸の大将（1965年、東宝） - 高木
- けものみち（1965年、東宝） - 沢刑事
- 大菩薩峠（1966年、東宝） - 近藤勇
- 奇巌城の冒険（1966年、東宝） - 円済（学問僧）
- ゼロ・ファイター 大空戦（1966年、東宝） - 草川（海軍作戦参謀）
- 怒涛一万浬（1966年、東宝） - 岩田（通信士）
- 佐々木小次郎（1967年、東宝） - 伊之瀬東馬
- 日本のいちばん長い日（1967年、東宝） - 椎崎二郎（陸軍中佐）
- 乱れ雲（1967年、東宝） - 石原部長
- クレージーメキシコ大作戦（1968年、東宝） - 松村
- 斬る（1968年、東宝） - 庄田孫兵衛
- 現代やくざ 与太者仁義（1969年、東映） - 黒田
- めくらのお市 地獄肌（1969年、松竹） - 鈎丹兵衛
- 広域暴力 流血の縄張（1969年、日活） - 矢頭清一
- 博徒百人 任侠道（1969年、日活） - 都築
- 日本暴力団 組長と刺客（1969年、東映） - 佐竹武
- やくざ番外地 抹殺（1969年、日活） - 伊沢庄三
- 女番長 野良猫ロック（1970年、日活） - 黒崎（右翼団体支部長）
- 博徒外人部隊（1971年、東映） - 貝津茂
- 渡世人 命の捨て場（1971年、ダイニチ映配） - 阿佐美丈吉
- 可愛い悪女（1971年、松竹） - 工藤（編集長）
- 野良犬（1973年、松竹） - 監察官
- 実録安藤組 襲撃篇（1973年、東映） - 中江昭麿
- 日本沈没（1973年、東宝） - 邦枝康雄（内閣調査室）[1]
- 怒れ毒蛇 目撃者を消せ（1974年、松竹） - 赤木新一郎（検事）
- 非情学園ワル ネリカン同期生（1974年、東映） - 榊俊太郎（理事長）
- 撃たれる前に撃て!（1976年、松竹） - 赤木新一郎（検事）
- バカ政ホラ政トッパ政（1976年、東映） - 野口信年（組長）
- 歌麿 夢と知りせば（1977年、日本ヘラルド映画） - 志水燕十（狂歌師）
- 恋人岬（1977年、松竹） - 高倉英幸
- 野性の証明（1978年、日本ヘラルド映画＝東映） - 竹村（刑事課長）
- 十九歳の地図（1979年） - 取調べ官
- 獣たちの熱い眠り（1981年、東映） - 黒柳健策（代議士）
- 帝都大戦（1989年、東宝） - 二村（技師長）
- 社葬（1989年、東映） - 添島隆治（専務）
- パ★テ★オ3（1992年、松竹） - 企業重役
- 8マン すべての寂しい夜のために（1992年） - 山藤（山藤商事社長）
- 眠らない街・新宿鮫（1993年、東映） - 藤丸（警察署長）
- 催眠（1999年、東宝） - 朝生俊之（警察署長）
- ノストラダムス滅亡録〜遺伝子の新世紀（1999年） - 太田公道

他

### テレビドラマ
- 遊撃戦 第8話「どっちがどっちだ」（1966年、日本テレビ）
- 37階の男（1968年、日本テレビ） - 神振太郎
- プレイガール 第17話「女はスレスレで勝負する」（1969年、東京12チャンネル） - ジョージ松川
- フラワーアクション009ノ1 第2話「銃口はミニを狙う」（1969年、フジテレビ） - 久保（探偵）
- 大坂城の女（1970年、関西テレビ） - 石田三成
- キイハンター（1970年 - 1973年、TBS） - 小田切慎二
- 大忠臣蔵（1971年、NET） - 神崎与五郎
- 水戸黄門（TBS）
  - 第4部 第1話、第2話、第3話、第5話、第6話（1973年） - 石塚清雅（山田左膳）
  - 第5部 第16話「陰謀の罠 -広島-」（1974年7月15日） - 鞆兵庫
  - 第8部 第1話「薩摩へ向う世直し旅 -江戸-」 （1977年） - 金森壱岐
  - 第13部 第1話、第10話（1982年） - 成瀬隼人正
  - 第17部 第1話、第8話、第9話（1987年） - 本多左京
  - 第20部 第48話「陰謀渦巻く薪能 -江戸-」（1991年） - 今中作右衛門
  - 第21部 第1話「悪鬼が巣喰う岡崎城 -水戸・岡崎-」（1992年） - 大月監物
- 恐怖劇場アンバランス 第10話「サラリーマンの勲章」（1973年、フジテレビ） - 高井
- 子連れ狼（日本テレビ）
  - 第1部 第22話「渡り徒士」（1973年） - 河津勘兵衛
  - 第2部 第21話「袖志の女」（1974年） - 虚空蔵
- サスペンスシリーズ 人妻恐怖・地獄道路 （1973年、毎日放送） - 堺和彦
- 江戸を斬る（TBS）
  - 江戸を斬る 梓右近隠密帳 第6話「曲垣流霞隠れ」（1973年） - 曲垣平九郎
  - 江戸を斬るII 第14話「危うし紫頭巾」（1976年） - 村中聡之助
  - 江戸を斬るIII（1977年） - 阿部伊勢守
- バーディー大作戦 第12話「縛り首の木のある恐い町」（1974年、TBS） - 橘警部
- 銭形平次 第534話「夜霧に消えた男」（1974年、フジテレビ） - 佃の文吉
- プレイガールQ （1974年、東京12チャンネル）
  - 第1話「命知らずの化け猫たち」 - 譲司
  - 第8話「現代オカルト美女仕掛人」 - 中桐史郎
- 座頭市物語 第10話「やぐら太鼓が風に哭いた」（1974年、フジテレビ） - 相馬弥十郎
- 大河ドラマ（NHK総合）
  - 勝海舟（1974年） - 清河八郎
  - 風と雲と虹と（1976年） - 大浦秀成
  - 花神（1977年） - 海江田信義
- ふりむくな鶴吉（1974年 - 1975年、NHK総合） - 三宅伝蔵
- 大岡越前 第4部 第17話、第19話、第20話（1975年、TBS） - 車屋藤兵衛
- ザ★ゴリラ7（1975年、NET） - 草鹿龍
- 影同心II 第14話「女(秘)色地獄」（1976年、毎日放送） - 旗采女正
- Gメン'75（TBS）
  - 第10話「大空の身代金」 （1975年） - 奥宮
  - 第13話 - 第355話（1975年 - 1982年） - 結城警視正
- 明治の群像 海に火輪を（1976年、NHK総合） - 星亨
- 新・二人の事件簿 暁に駆ける 第2話「香港から来た女」（1976年、朝日放送 / NET） - 木田刑事
- 夜明けの刑事 第75話「華麗なる大空中サーカス殺人事件」（1976年、TBS / 大映テレビ） - 木下サーカス支配人
- 渚より愛をこめて（1976年、東海テレビ / フジテレビ） - 西川俊雄
- コードナンバー108 7人のリブ 第10話「黄金は欲望の輝き」（1976年、関西テレビ）
- 二十五年目の顔（1977年7月14日、NHK総合） - 坂出
- 大鉄人17（1977年、毎日放送） - 佐原博士
- ポーラテレビ小説 / 文子とはつ（1977年 - 1978年、TBS） - 田島重蔵
- 人間の証明（1978年、毎日放送） - 新見隆
- 東京メグレ警視シリーズ 第7話「警視と打ち明け話」（1978年、朝日放送） - 盛田隆平
- 特捜最前線 第70話「スパイ衛星が落ちた海!」（1978年、テレビ朝日） - 国家公安委員・坊条
- チェックメイト78 第10話「バベルの塔を崩す警部」（1978年、朝日放送） - 岩倉猛夫
- 明日の刑事 第90話「刑事課長死す・日の出署よ永遠に!」（1979年、TBS） - 神谷参事官
- 雪姫隠密道中記 第1話（1980年、毎日放送） - 松平伊豆守
- 銀河テレビ小説 / 陽炎の女（1980年、NHK総合） - 矢代聡一郎
- 土曜ワイド劇場（テレビ朝日）
  - 女弁護士 朝吹里矢子(4) 三重逆転! 完全犯罪（1980年）
  - 血のような太陽 殺しの子連れ旅（1981年、朝日放送）
  - 遠野殺人事件 東京－みちのく民話の里 美人OLダブル死体の謎（1992年）
  - 家政婦は見た!(14) 憧れの大女優、私生活の派手な秘密、虚飾と欲望に一族が乱れる（1995年）
  - 牟田刑事官事件ファイル(24) 阿波鳴門うず潮の殺意（1998年）
  - 名探偵・明智小五郎・三角館の恐怖 エレベーター密室殺人（2000年）
- 赤穂浪士（1979年） - 多門伝八郎
- 夜明けのタンゴ（1980年、TBS） - 海沢久隆
- 二百三高地 愛は死にますか（1981年、TBS） - 金子堅太郎
- 平岩弓枝ドラマシリーズ / 女たちの海峡（1981年、フジテレビ） - 山中
- 火曜サスペンス劇場（日本テレビ）
  - たそがれに標的を撃て（1982年）
  - 狙われた美人キャスター（1983年） - 本田重機
- 松平右近事件帳 第40話「父娘を結ぶ青梅宿」（1982年、日本テレビ） - 竜山
- 時代劇スペシャル / 源氏九郎颯爽記 秘剣揚羽蝶（1983年、フジテレビ） - 阿部正弘
- 超電子バイオマン（1984年 - 1985年、テレビ朝日） - 郷紳一朗 / 柴田博士
- 西部警察 PART-III 最終回スペシャル「大門死す! 男たちよ永遠に…」（1984年、テレビ朝日） - 警視庁刑事部長・戸ヶ崎稔
- スタア誕生（1985年、フジテレビ） - 及川信也 役
- 金曜女のドラマスペシャル / 影ある旅装（1986年、フジテレビ）
- 野風の笛 鬼の剣 松平忠輝天下を斬る!（1987年、日本テレビ） - 伊達政宗
- ロス警察1989（1989年、テレビ朝日）
- 映画三国志・映画に夢をかける男たち（1990年、日本テレビ）
- 月曜ドラマスペシャル（TBS）
  - ホテル開業（1990年）
  - 松本清張作家活動40年記念 黒い画集 坂道の家（1991年） - 警部補・斉木栄造
  - 湯けむり仲居純情日記(1) 伊豆湯の町に謎の美人仲居あでやかに登場（1993年）
  - 金田一耕助の傑作推理(23) 黒い羽根の呪い（1996年） - 蓮池紋太夫
- 仕掛人 藤枝梅安 第3話「梅安流れ星」（1991年、フジテレビ）
- 時代劇スペシャル「素浪人無頼旅II」（1992年、テレビ朝日） - 本多長門守
- 鬼平犯科帳 第4シリーズ 第12話「埋蔵金千両」（1992年、フジテレビ） - 太田万右衛門
- 銭形平次（フジテレビ）
  - 第2シリーズ 第7話「真夜中の客」（1992年） - 千蔵
  - 第4シリーズ 第9話「殺しの絵図」（1994年） - 渡辺帯刀
- 課長サンの厄年（1993年、TBS） - 大沢常務
- 三匹が斬る!（テレビ朝日）
  - ニュー・三匹が斬る! 第12話「欲ぼけ騒動! 満月の夜に狸の恩返し」（1994年）
  - 痛快・三匹が斬る! 第15話「仰天、天女の水浴び夢じゃない」（1995年）
- オトコの居場所（1994年、TBS） - 芦田副社長
- HOTEL 第3シリーズ 第15話「ホテルの味!?」（1994年、TBS / 近藤照男プロダクション）- 霧島鷹山
- 美味しんぼ2（1995年、フジテレビ） - 大泉
- 金曜エンタテイメント / ナースな探偵2 〜幽霊は復讐する〜（1998年、フジテレビ）
- 赤穂浪士（1999年、テレビ東京） - 吉田忠左衛門
- ラビリンス（1999年、日本テレビ） - 望月昭夫
- 水曜プレミア / お母さん、もっと生きたかった!（2004年、TBS）
- はぐれ刑事純情派ファイナル（2005年、テレビ朝日）

他

### 吹き替え
- 大いなる男たち（ロック・ハドソン）
- 要塞（ロック・ハドソン）
- 100挺のライフル（ジム・ブラウン）
- コーザ・ノストラ（ジャン・マリア・ヴォロンテ）